# Thunbergia brachypoda
Thunbergia brachypoda är en akantusväxtart som beskrevs av Cornelis Eliza Bertus Bremekamp. Thunbergia brachypoda ingår i släktet thunbergior, och familjen akantusväxter. Inga underarter finns listade i Catalogue of Life.